# Nasty People
«Nasty People» es una canción compuesta en 1995 por el músico argentino Luis Alberto Spinetta, interpretada por la banda Spinetta y los Socios del Desierto en el álbum homónimo (CD2) de 1997, primero de la banda y 25º en el que tiene participación decisiva Spinetta. 
Spinetta y los Socios del Desierto fue un trío integrado por Marcelo Torres (bajo), Daniel Wirtz (batería) y Luis Alberto Spinetta (guitarra y voz).
"Nasty People" fue uno de los dos temas del álbum -el otro fue "Bosnia"- incluidos por Spinetta en el histórico concierto Spinetta y las Bandas Eternas de 2009, donde Javier Malosetti ocupó el lugar del baterista, debido al fallecimiento de Daniel Wirtz.

## Contexto
El tema pertenece al álbum doble Spinetta y los Socios del Desierto, el primero de los cuatro álbumes de la banda homónima, integrada por Luis Alberto Spinetta (voz y guitarra), Marcelo Torres (bajo) y Daniel Wirtz (batería). El trío había sido formada en 1994 a iniciativa de Spinetta, con el fin de volver a sus raíces roqueras, con una banda de garaje. Los Socios ganaron una amplia popularidad, realizando conciertos multitudinarios en Argentina y Chile.
El álbum doble Spinetta y los Socios del Desierto ha sido considerado como una "cumbre" de la última etapa creativa de Luis Alberto Spinetta. El álbum fue grabado en 1995, pero recién pudo ser editado en 1997, debido a la negativa de las principales compañías discográficas, a aceptar las condiciones artísticas y económicas que exigía Spinetta, lo que lo llevó a una fuerte confrontación pública con las mismas y algunos medios de prensa.
El disco coincide con un momento del mundo caracterizado por el auge de la globalización y las atrocidades de la Guerra de Bosnia -sobre la cual el álbum incluye un tema-. En Argentina coincide con un momento de profundo cambio social, con la aparición de la desocupación de masas -luego de más de medio siglo sin conocer el fenómeno, la criminalidad -casi inexistente hasta ese momento-, la desaparición de la famosa clase media argentina y la aparición de una sociedad fracturada, con un enorme sector precario y marginado, que fue la contracara del pequeño sector beneficiado que se autodenominó como los "ricos y famosos".

## El tema
Es el primer tema del Disco 2 del álbum doble. Se trata de un swing urbano con un "ritmo moderno totalmente nuevo en Spinetta". El crítico Francisco Marzioni destacó la furia con la que Los Socios interpretan el tema en el álbum, afectados por los conflictos con la prensa y las empresas discográficas. Lo mismo resaltaba la revista Rolling Stone en la crónica del recital que la banda dio en el teatro Ópera de Buenos Aires en 1995:

Las primeras imágenes que vio ese Opera repleto mostraron a un Spinetta de dientes apretados, prologando "Nasty People" con una dedicatoria "a la gente que más odien". Se trataba de un funk en inglés, con un cierto guiño a Hendrix en las escalas. Torres y Wirzt suministraron una base gorda, mientras Spinetta disparaba frases incisivas en su guitarra con wah-wah y mascullaba contra "esa gente imbécil y desagradable". Tras un cuarto de siglo como artífice de cuatro grupos seminales del rock nacional, nadie podría haber acusado a Spinetta de ser complaciente. Pero, aun así, la rabia que destilaba el material nuevo llamó la atención de todos.

La letra está escrita en inglés, una rareza en el cancionero de Spinetta. El título "Nasty People", textualmente "Asquerosa Gente", puede referirse tanto al tipo de personas que Spinetta consideraba asquerosas, como a la revista Gente, con la que Spinetta tenía una relación muy conflictiva. La canción está dirigida a una mujer de la que Spinetta está enamorado (en ese momento estaba en una relación amorosa con Carolina Peleritti), a quien él le dice que la ama, pero que no puede soportar ese mundo de "gente asquerosa".

Babe you know I love you baby
you know I love you but
I can't stand
nasty people's world
Extra, Extra! It's a shit baby
You know what I mean!...
Bebé, tu sabes que te amo bebita
tu sabes que te amo pero
no puedo soportar
el mundo de la gente asquerosa
¡Extra! ¡Extra! Es una mierda bebita
Sabes a qué me refiero
"Nasty People" (fragmento)